# 拉伯河畔罗滕堡
拉伯河畔罗滕堡（官方拼写为，發音：[ˈʁɔtn̩bʊʁk ʔan deːɐ̯ ˈlaːbɐ] ⓘ）是德国巴伐利亚州下巴伐利亚行政区兰茨胡特县的城市，面积90.11平方千米，2023年12月31日人口为8,616人。